# Templo de Ramessés II (Abul-Simbel)

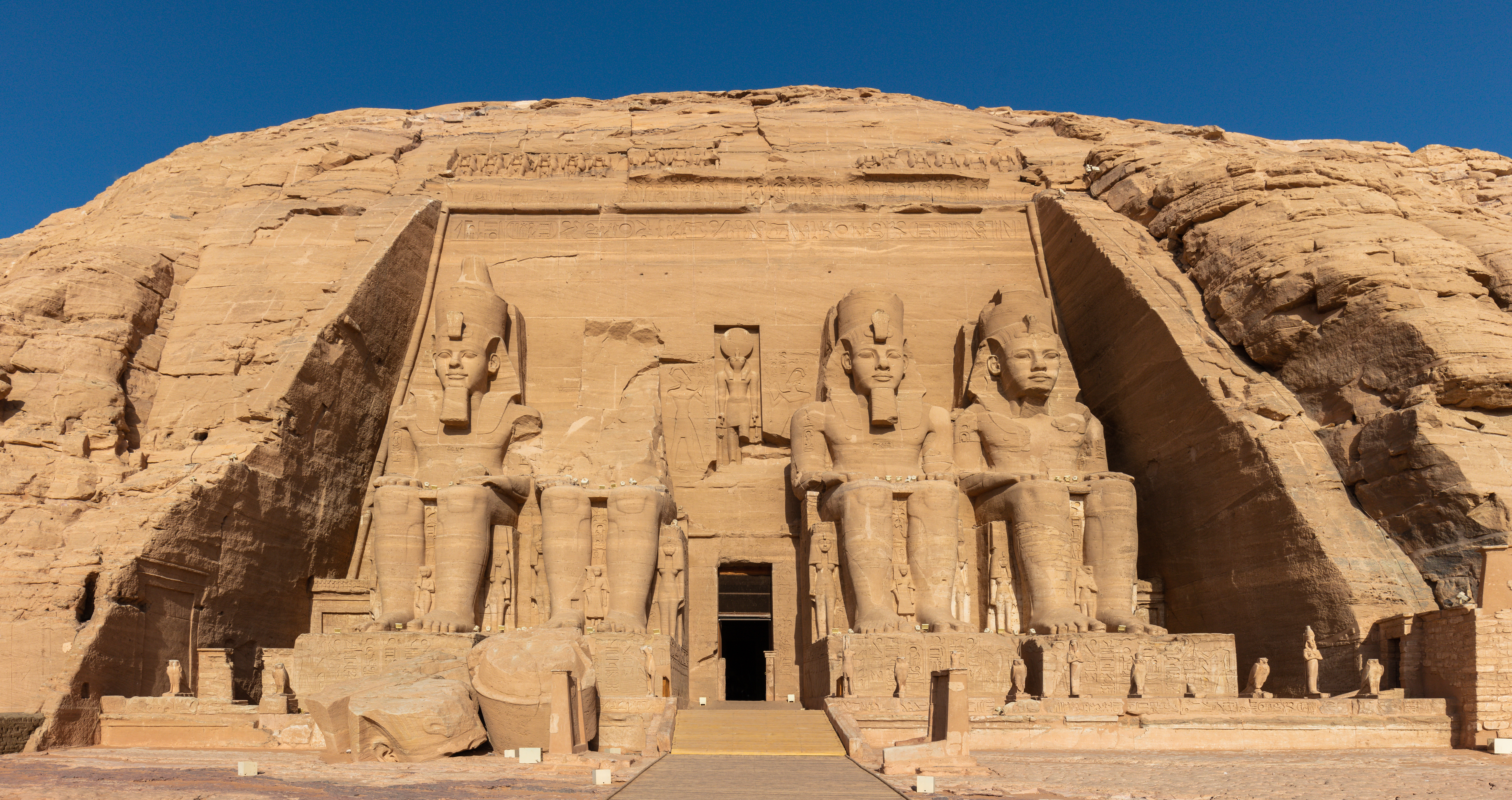
Vista frontal do Templo de Ramessés II em Abul-Simbel com seus quatro colossos guardando-o

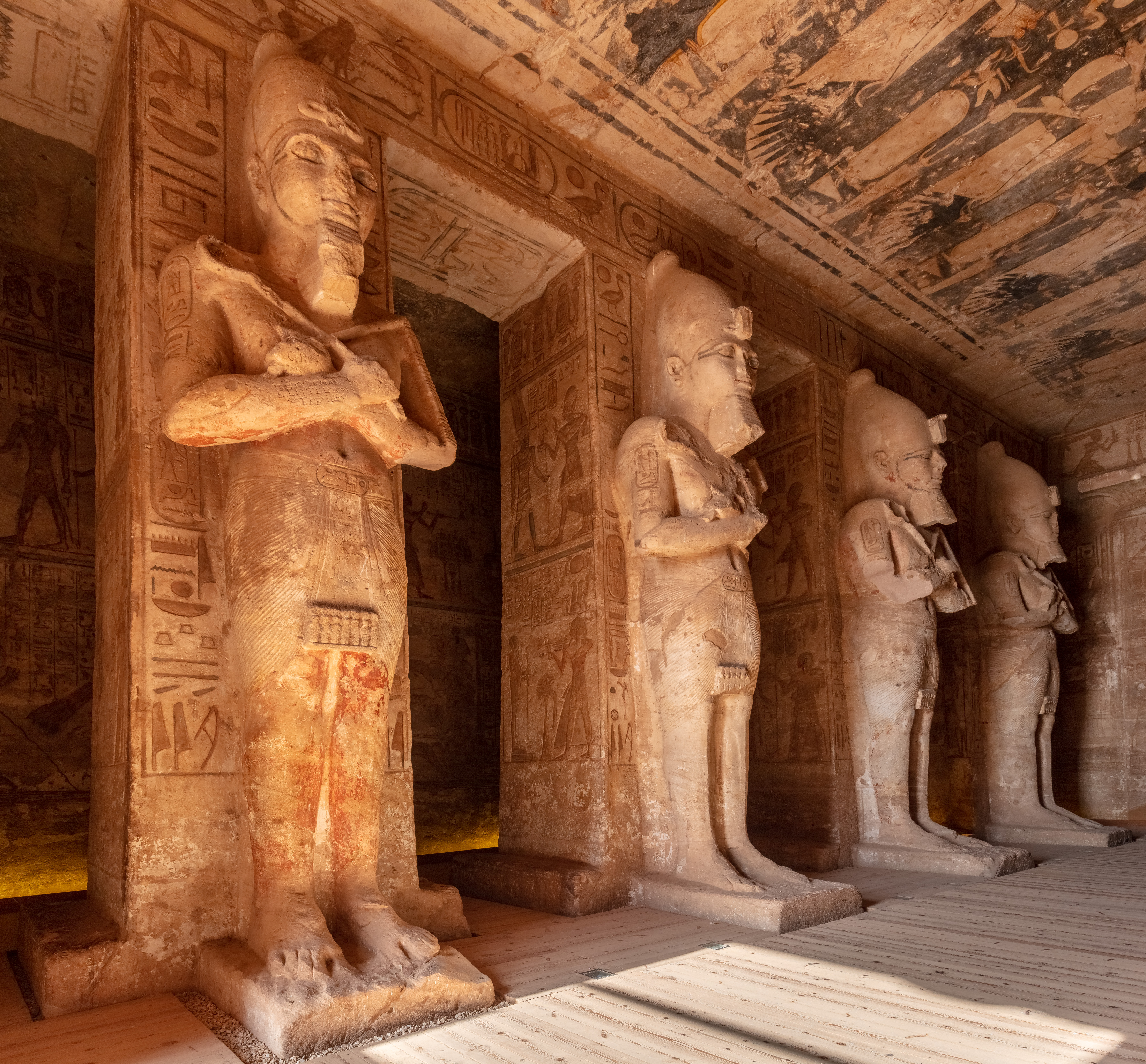
Vista do interior

O templo de Ramessés II ou templo Maior de Abul-Simbel é um templo funerário do tipo speos construído sob mandato do terceiro faraó egípcio da XIX dinastia, Ramessés II.

## Fachada
A fachada do grande templo é composta por diversas estátuas , baixos-relevos e frisos. As mais conhecidas e monumentais destas estátuas são os quatro colossos que representam Ramessés II sentado. Medindo cerca de vinte metros de altura, um desses colossos está quebrado ao meio, com a cabeça caída em dois pedaços no chão, voltada para baixo. Diz-se que esta estátua quebrou logo após a construção do templo. Acima da porta do templo, uma estátua semicircular num nicho retangular representa Rá-Horaqueti, reconhecível pelo disco solar colocado na sua cabeça.
No topo da fachada é visível um friso representando vinte e dois babuínos adorando o sol nascente para o qual estão voltados.
No lado sul da fachada do templo há uma estela esculpida na rocha. Chamada de "Estela do Casamento", diz-se que é uma reprodução de um documento escrito na corte de Ramessés II evocando a sua união com a filha do rei hitita, no século XIII a.C.. Desta estela, existem outras três reproduções da época, incluindo uma no templo de Carnaque, mas todas mau estado de conservação .

### Pronau
O pronau é flanqueado por oito pilares osiríacos de dez metros de altura com as características de Ramessés II. As paredes da sala estão gravadas com cenas ritualísticas e eventos de guerra. A parede norte é inteiramente dedicada ao episódio da batalha de Cades.
As duas principais funções reais também estão representadas nas paredes:
- o Sequém (poder) ou ritual de massacrar inimigos;

- o Heqa (governo) ou cerimónias de adoração e oferendas: Ramessés II fazendo uma oferenda de vasos nou a Ramessés II deificado ou ainda em adoração diante de Rá-Horaqueti.

O pronau é ampliado por uma sala hipostila sustentada por quatro pilares com seções quadradas, decorados com representações do faraó e dos deuses.